# 南池袋
南池袋（みなみいけぶくろ）は、東京都豊島区の地名。現行行政地名は南池袋一丁目から南池袋四丁目。住居表示実施済区域。

## 地理
南池袋は北側は東池袋、東側は雑司が谷、文京区大塚、南側は目白、西側は西池袋に接しており、池袋駅東南側及びグリーン大通りの南側を占める。雑司ヶ谷霊園南側を除いて旧弦巻川暗渠よりほぼ北側にあたる。雑司ヶ谷霊園は南池袋四丁目の大半を占めるため、それに関連する寺社も多く存在する。またヨドバシHD池袋ビル、池袋パルコ、池袋ショッピングパーク（東口地下街）を始めとして池袋駅東口の繁華街を東池袋と二分する形で街並みを形成し、主に南池袋一丁目はショッピング街、グリーン大通り沿いは金融街になる。その一方で、雑司ヶ谷霊園や南池袋公園を始めとした神社仏閣や緑地が多く、静寂な環境でもあるため各種学校や大学も存在している。
東池袋地区再開発計画に伴い、明治通りのバイパス（東京都市計画道路幹線街路環状第5の1号線）設置工事によりグリーン大通りとの交差点から南に道路用地が確保整備されている。豊島区内では都電荒川線沿いに雑司が谷・高田まで延伸し新目白通りに連絡する予定である。雑司ヶ谷霊園付近の家屋は既に立ち退いており、明治通りの渋滞は緩和されるが旧来の町並みが消滅しつつある。また、明治通りと交差し西口の繁華街に通じるびっくりガードがあり、ホテルメトロポリタンから劇場通りへと繋がっている交通の要衝でもある。

### 地価
住宅地の地価は、2025年（令和7年）1月1日の公示地価によれば、南池袋2-39-9の地点で73万6000円/m2となっている。

## 歴史
もともと南池袋一丁目は雑司が谷六丁目であり、南池袋二丁目から南池袋四丁目は雑司が谷四丁目であった。その後、雑司が谷六丁目（現在の南池袋一丁目）は池袋東二丁目として町名が変更となった経緯がある。しかし、1966年（昭和41年）に再び住居表示の変更に伴い、現在の形の南池袋一丁目から南池袋四丁目として分離独立することになった。

### 治安・風紀
2012年、東京都は南池袋一丁目を都迷惑防止条例に基づき、客引きやスカウトのみならず、それらを行うために待機する行為なども禁止する区域に指定した。
さらに2019年には同一丁目を暴力団排除条例に基づき、暴力団排除特別強化地域に指定。地域内では暴力団と飲食店等との間で、みかじめ料のやりとりや便宜供与などが禁止され、違反者は支払った側であっても懲役1年以下または罰金50万円以下の罰則が科されることとなった。
2024年に警視庁が取りまとめた『令和5年区市町村の町丁別、罪種別及び手口別認知件数』では、南池袋一丁目で発生した犯罪認知件数は519件とされており、東京23区の中で3番目に多い町となっている。

## 世帯数と人口
2023年（令和5年）1月1日現在（東京都発表）の世帯数と人口は以下の通りである。
| 丁目         | 世帯数    | 人口    |
| ------------ | --------- | ------- |
| 南池袋一丁目 | 1,597世帯 | 2,259人 |
| 南池袋二丁目 | 1,626世帯 | 2,603人 |
| 南池袋三丁目 | 1,334世帯 | 2,169人 |
| 南池袋四丁目 | 904世帯   | 1,352人 |
| 計           | 5,461世帯 | 8,383人 |

### 人口の変遷
国勢調査による人口の推移。
| 年                 | 人口  |
| ------------------ | ----- |
| 1995年（平成7年）  | 6,579 |
| 2000年（平成12年） | 7,039 |
| 2005年（平成17年） | 7,164 |
| 2010年（平成22年） | 7,887 |
| 2015年（平成27年） | 8,630 |
| 2020年（令和2年）  | 9,261 |

### 世帯数の変遷
国勢調査による世帯数の推移。
| 年                 | 世帯数 |
| ------------------ | ------ |
| 1995年（平成7年）  | 3,405  |
| 2000年（平成12年） | 3,917  |
| 2005年（平成17年） | 4,113  |
| 2010年（平成22年） | 4,680  |
| 2015年（平成27年） | 5,307  |
| 2020年（令和2年）  | 5,759  |

## 学区
区立小・中学校に通う場合、学区は以下の通りとなる（2017年12月現在）。なお、豊島区の小・中学校では学校選択制度を導入しており、以下の指定校に隣接している通学区域の学校も選択することが可能。
- 区域 : 一丁目、二丁目、三丁目、四丁目　各全域
  - 小学校 : 豊島区立南池袋小学校
  - 中学校 : 豊島区立千登世橋中学校

## 交通

### 鉄道
- 池袋駅東口、南口が存在する。
  - JR線（山手線、埼京線、湘南新宿ライン、成田エクスプレス）
  - 東京地下鉄（丸ノ内線、有楽町線、副都心線）
  - 西武池袋線
  - 東武東上線
- 東池袋駅（東京メトロ有楽町線）
- 東池袋四丁目停留所、都電雑司ヶ谷停留所（都電荒川線）
  - 東池袋駅、東池袋四丁目停留所は南池袋、東池袋、雑司が谷の境界線に存在する。
  - 都電雑司ヶ谷停留所は「雑司ヶ谷」という名前であるが、所在地は南池袋である。

### バス
池袋駅東口の停留所の多くは東池袋にある。
路線バス
- 池袋駅東口停留所、南池袋三丁目停留所、東京音楽大学前停留所
  - 池65系統 - 江古田二丁目行、練馬車庫行（都営バス）
  - 池86系統 - 渋谷駅東口循環（都営バス）
  - 宿20・宿20-1系統 - 目白五丁目行、新宿駅西口行（西武バス）
- 東池袋一丁目停留所、東池袋四丁目停留所（南池袋、東池袋の境界線）
  - 都02乙系統 - 池袋駅東口行、錦糸町駅前行、一ツ橋行、東京ドームシティ行

長距離・高速バス
- 池袋駅東口停留所（キンカ堂前）
  - 大阪線 - 大阪駅前（ハービスOSAKA）（阪急バス）
  - びわこドリーム号 - 浜大津行（西日本JRバス）
  - 金沢エクスプレス号 - 金沢駅前行（JRバス関東）

### 道路
- 東京都道305号芝新宿王子線（明治通り）
- 東京都道435号音羽池袋線（グリーン大通り）
- 首都高速5号池袋線
  - 南池袋パーキングエリア
- びっくりガード

## 事業所
2021年（令和3年）現在の経済センサス調査による事業所数と従業員数は以下の通りである。
| 丁目         | 事業所数    | 従業員数 |
| ------------ | ----------- | -------- |
| 南池袋一丁目 | 1,033事業所 | 17,306人 |
| 南池袋二丁目 | 850事業所   | 17,334人 |
| 南池袋三丁目 | 296事業所   | 3,242人  |
| 南池袋四丁目 | 44事業所    | 524人    |
| 計           | 2,223事業所 | 38,406人 |

### 事業者数の変遷
経済センサスによる事業所数の推移。
| 年                 | 事業者数 |
| ------------------ | -------- |
| 2016年（平成28年） | 2,126    |
| 2021年（令和3年）  | 2,223    |

### 従業員数の変遷
経済センサスによる従業員数の推移。
| 年                 | 従業員数 |
| ------------------ | -------- |
| 2016年（平成28年） | 35,635   |
| 2021年（令和3年）  | 38,406   |

## 施設

### 南池袋一丁目

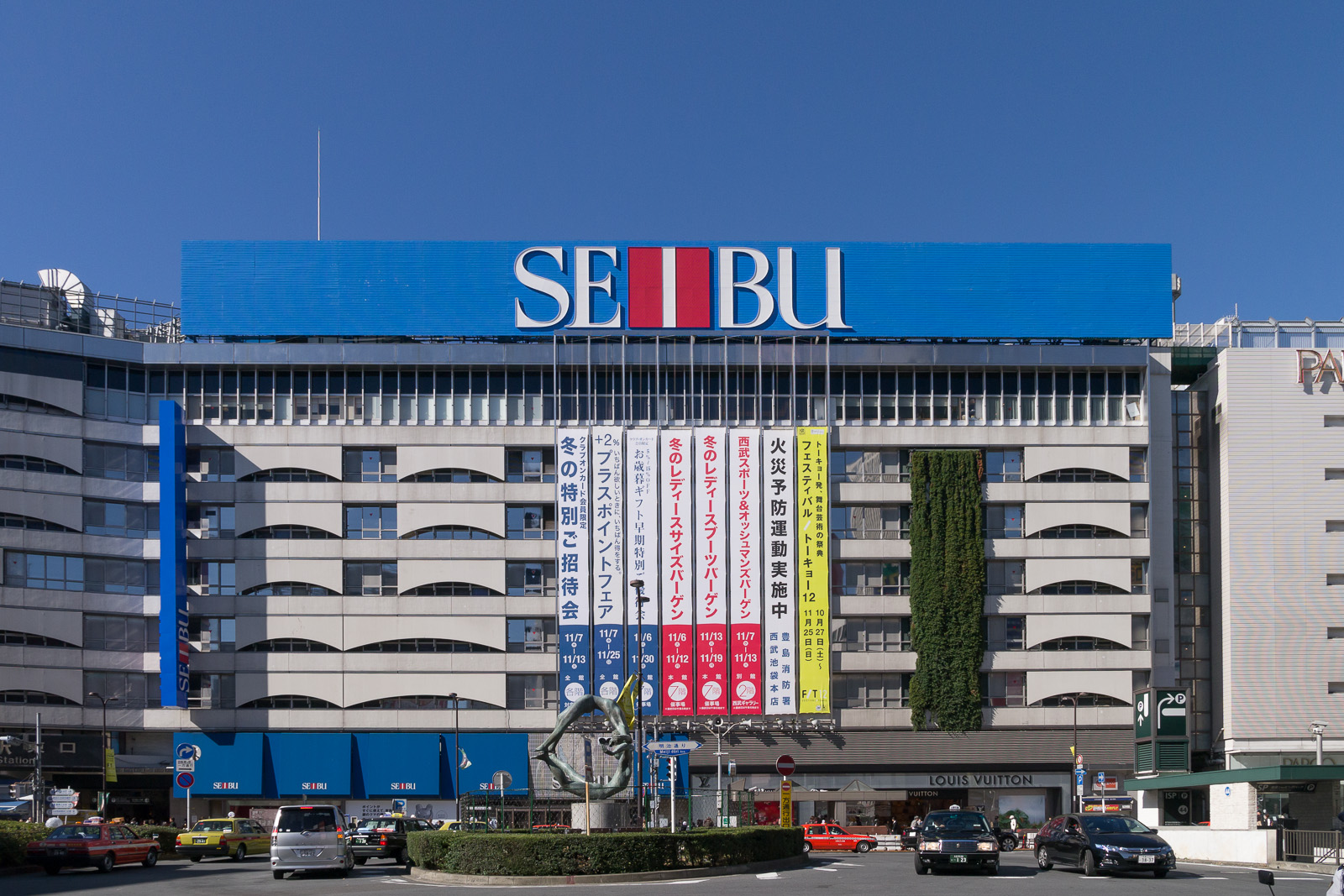
西武池袋本店

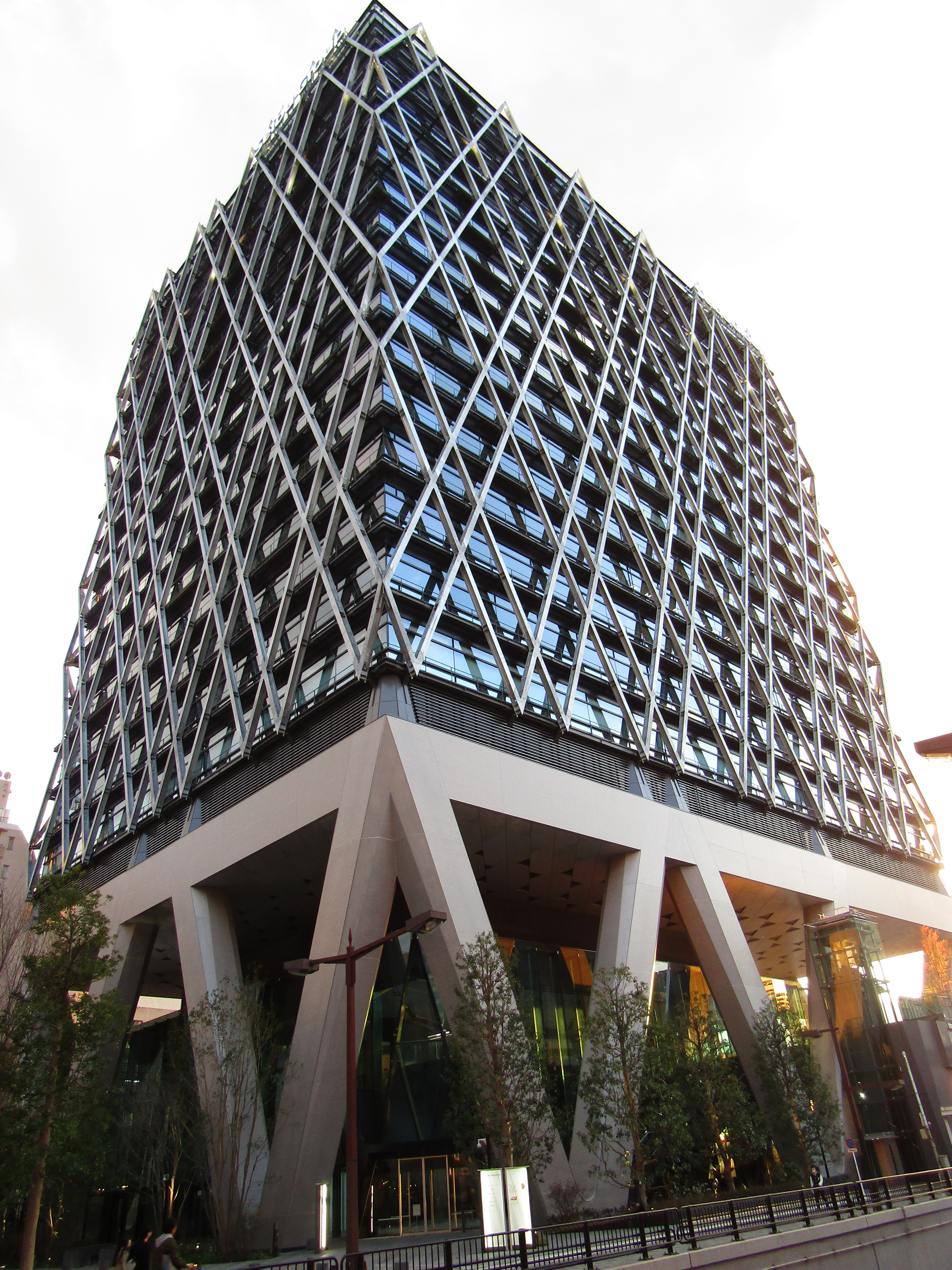
ダイヤゲート池袋

- ヨドバシHD池袋ビル・西武池袋本店（ヨドバシホールディングス / ヨドバシ建物・そごう・西武、旧西武百貨店池袋本店）
  - 池袋ロフト
  - 三省堂書店池袋本店
  - 無印良品池袋西武店
  - そごう・西武本社
- 池袋パルコ
  - プラザ、JTB池袋パルコ内支店など
- アンティ・アンズ池袋東口店
- ドン・キホーテ池袋東口駅前店
- ISP（池袋ショッピングパーク） - 東口駅前広場の地下街
- びゅうプラザ池袋駅東口
- ユニクロ池袋東口店
- りそな銀行池袋支店
- 商工組合中央金庫池袋支店
- アディダスパフォーマンスセンター池袋店
- マツモトキヨシ池袋東口店、南池袋店
- スターバックス池袋明治通り店
- 河合塾池袋校南校舎
- びっくりガード
- メトロポリタン駐車場
- 法道院
- ダイヤゲート池袋（西武ホールディングス本社）
- クリアックス本社（歌広場、まんが広場などを展開するチェーン店）
- 光通信本社
- クリアー債権回収本社（クリアックス関連会社）
- インタラクティブブレインズ本社（モバイルゲーム・ゲームなどの開発）
- オンデーズ本社（メガネ・コンタクトレンズなどを販売）
- 国文社本社（出版社）
- グランドミレーニア

### 南池袋二丁目
- 東京都社会保険診療報酬支払基金

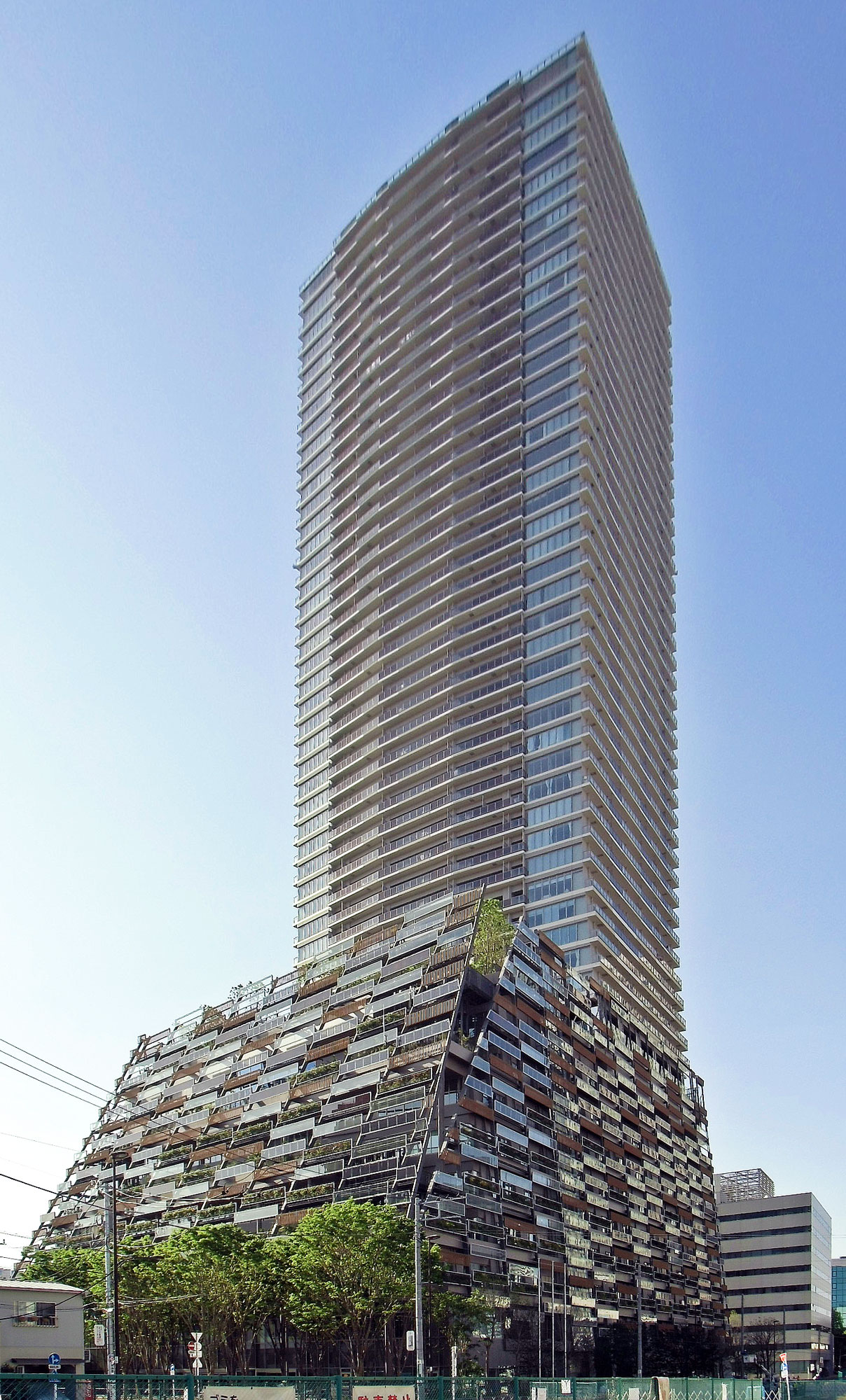
としまエコミューゼタウン

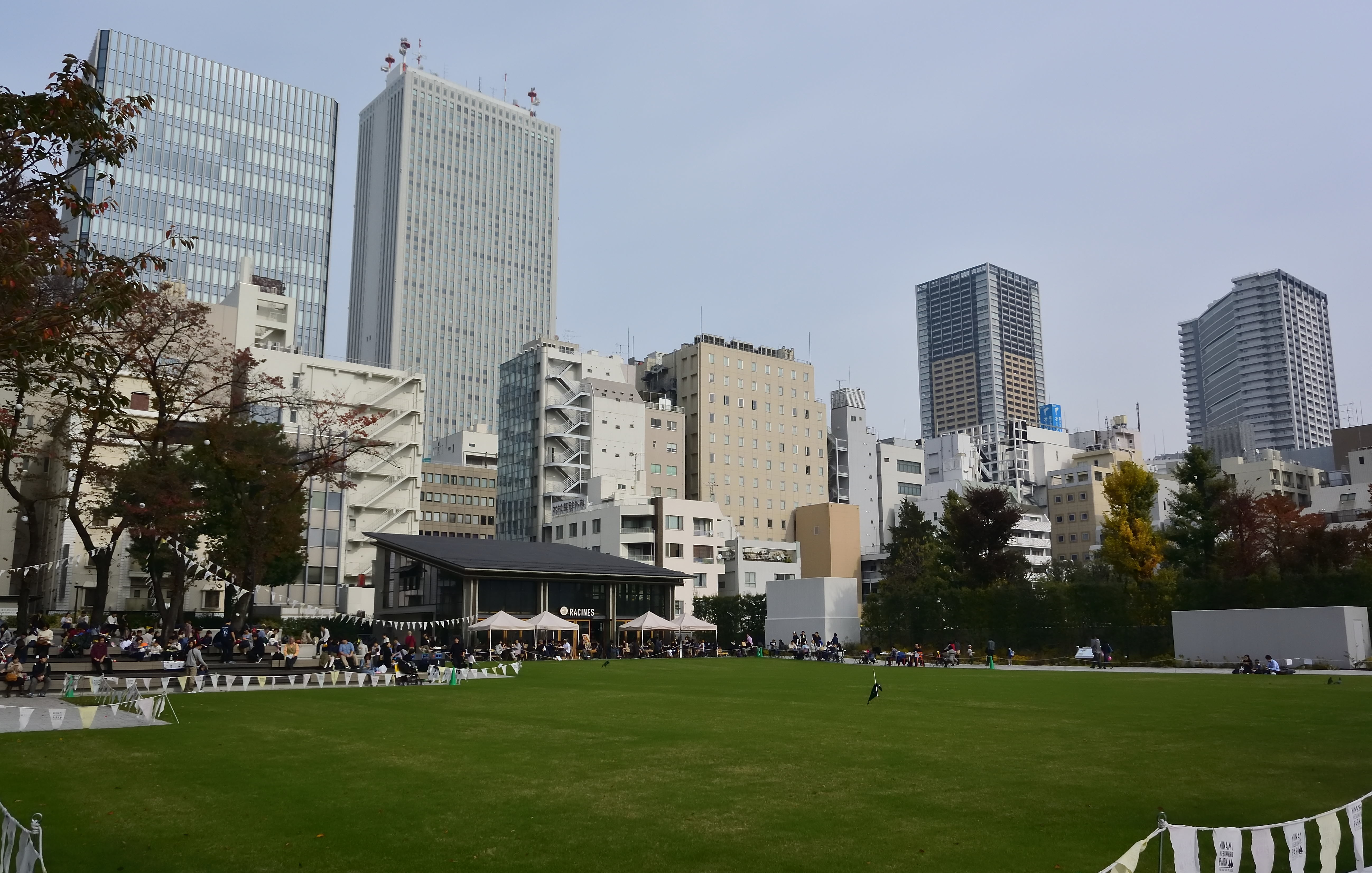
南池袋公園

- 社会福祉法人恩賜財団東京都同胞援護会同援さくら保育園
- としまエコミューゼタウン
  - 豊島区役所（新庁舎、東池袋一丁目から移転）
- 南池袋郵便局
- 池袋グリーン通郵便局
- 三菱UFJ銀行池袋支店・池袋東口支店・西池袋支店・池袋西口支店・東長崎支店・目白支店・目白駅前支店
- 三井住友銀行池袋東口支店
- ジュンク堂書店池袋本店
- スターバックス南池袋店
- シアターグリーン
- 南池袋公園
- 本立寺、常在寺（日蓮正宗）、砂典寺、仙行寺、盛泰寺（南池袋公園周辺）
- 本教寺、寛受院（雑司ヶ谷霊園近辺）
- 中央法律専門学校
- 東京綜合理容美容専門学校
- スペースデザインカレッジ
- 駿台予備学校池袋校
- 代々木ゼミナール池袋校
- トヨクニ電線本社（光ケーブル・光通信機器メーカー）
- オーム電機本社
- 書肆山田本社（出版社）
- 朝日航洋本社（トヨタグループ）
- 地学団体研究会
- SRA本社（IT企業）
- 北京語言大学東京校
- ラーメン二郎池袋東口店

### 南池袋三丁目
- 東京音楽大学
  - 東京音楽大学付属幼稚園
  - 東京音楽大学付属高等学校
- 豊島区立南池袋小学校
- TABプロダクション（芸能事務所）
- 豊島区立南池袋保育園
- 専門学校武蔵野ファッションカレッジ
- 武蔵野調理師専門学校
- 武蔵野栄養専門学校
- 威光稲荷神社
- 法明寺、真乗院、観静院
- オリナスふくろうの杜
- キンカ堂本部
- フェリカテクニカルアカデミー

### 南池袋四丁目
- 雑司が谷霊園
  - 雑司が谷霊園管理事務所
- 顕真寺、香教寺、宝城寺、清立院
- 南池袋パーキングエリア

## その他

### 日本郵便
- 郵便番号 : 171-0022[3]（集配局 : 豊島郵便局[19]）。